# Epifragma

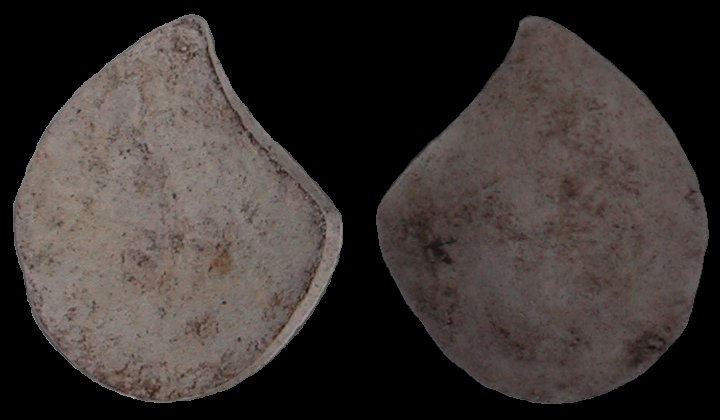
Epifragma winniczka

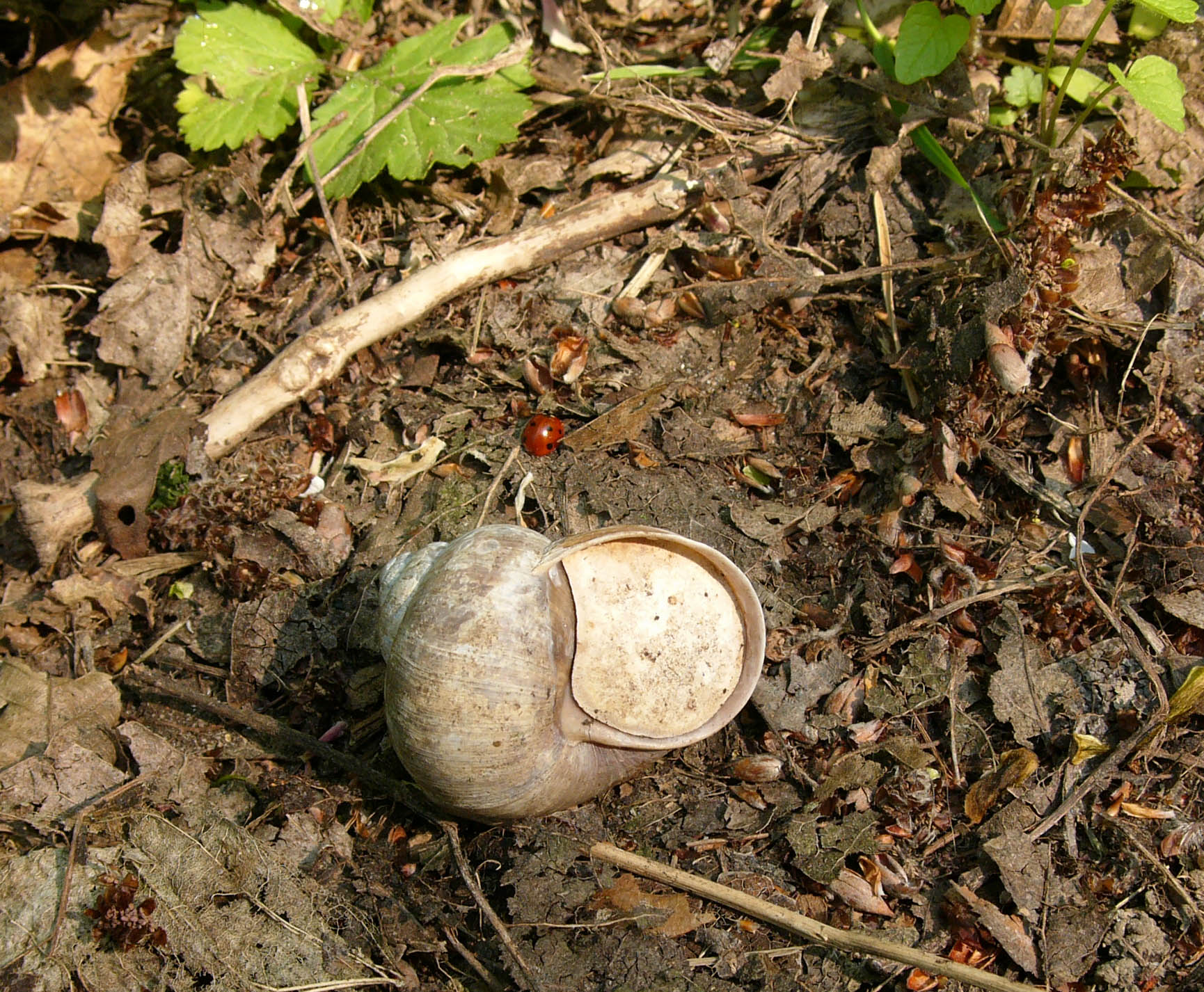
Muszla winniczka zaślepiona epifragmą

Epifragma – termin w biologii mający różne znaczenie:
1. błonka zamykająca wylot owocnika u niektórych gatunków grzybów (np. u kubeczników). Po dojrzeniu znajdujących się w nim perydioli odsłania się, umożliwiając ich rozsiewanie się[1]
2. rodzaj zaślepki zamykającej ujście muszli u niektórych ślimaków płucodysznych (np. u winniczków), tworzonej w czasie niesprzyjających warunków zewnętrznych (okres zimowy). Epifragma zbudowana jest z zestalonego śluzu wysyconego węglanem wapnia[2].